# College
Colleges (lateinisch collegium academiae, Studiengemeinschaft) sind meist wirtschaftlich und juristisch eigenständige Bildungseinrichtungen unterschiedlichen Typs in Staaten, in denen Englisch die Amts- oder vorrangige Verkehrssprache ist, so beispielsweise im Vereinigten Königreich und den Vereinigten Staaten. Teilweise werden sehr unterschiedliche Bildungseinrichtungen als College bezeichnet. Vor allem im Vereinigten Königreich und in Irland können unter einem College sowohl eine Schule als auch eine Hochschule oder Teile davon verstanden werden.
In Frankreich bezeichnet Collège die école secondaire, die ungefähr der Sekundarstufe II entspricht; im Deutschen ist Kolleg ein regional unterschiedlich verwendeter Begriff für eine Lerninstitution, beispielsweise ein Berufskolleg.

## Vereinigte Staaten und Kanada
In den Vereinigten Staaten ist „College“ eine umgangssprachliche Sammelbezeichnung für die Einrichtungen des tertiären Bildungsbereichs, insbesondere für solche des grundständigen Studiums (Associate- und Bachelor-Studium). Das Hochschulsystem Kanadas und dasjenige seines Nachbarlandes weisen sowohl Übereinstimmungen als auch Unterschiede auf.
Der Sprachgebrauch in Kanada unterscheidet sich hinsichtlich der Begriffe „University“ und „College“ von den Vereinigten Staaten. Im kanadischen Englisch bezieht sich der Begriff College in der Regel auf ein Polytechnic, Career College, Technical, Trades, Community College, College of Applied Arts oder Applied Technology oder eine Schule für angewandte Wissenschaften. Dies sind postsekundäre Einrichtungen, die Lehrstellen, Zitate, Zertifikate, Diplome und Associate-Abschlüsse vergeben, die denen einer deutschen Fachhochschule ähneln. In Kanada bezeichnet „University“ eine Hochschule mit Promotionsrecht, die der Pflege und Entwicklung der Wissenschaften durch Forschung, Lehre und Studium dient. Als Sammelbezeichnung für die Hochschulbildung werden die Begriffe „post-secondary education“ und „l’éducation postsecondaire“ in den jeweiligen Amtssprachen Englisch und Französisch verwendet.

### Gemeinsamkeiten beider Staaten
Der tertiäre Bildungsbereich beider Staaten umfasst sowohl Hochschulen als auch berufsbildende Schulen (Vocational Schools), wobei die letzteren umgangssprachlich meist nicht als „Colleges“, sondern als „Trade Schools“ bezeichnet werden.
Als einziges allgemein gültiges Bewertungssystem für die Qualität einer Hochschule, ihrer Lehre und ihrer Absolventen gilt in den Vereinigten Staaten und in Kanada das Hochschulranking. Beispielsweise finden sich im langjährigen Durchschnitt die Harvard University in den Vereinigten Staaten und die McGill University in Kanada jeweils auf Platz 1 der World’s Best Universities.

Vielerorts werden Studenten im ersten oder zweiten Semester umgangssprachlich als Frischlinge (freshmen) bezeichnet, weniger informell als (frei übersetzt) Erstsemesterstudenten (first year students), im zweiten Studienjahr als sophomores, im dritten als Junioren (juniors) und im vierten als Senioren (seniors). Eine Ausnahme bilden die Militärakademien, die stattdessen oder zusätzlich die Bezeichnungen plebes, yearlings, cows und firsties verwenden.

### Vereinigte Staaten
Unter „Community Colleges“ versteht man in den Vereinigten Staaten zweijährige Schulen, die von den Gemeinden finanziert werden und den örtlichen High-School-Absolventen – insbesondere solchen mit kleinem Budget – den Associategrad anbieten. Viele Absolventen eines Community Colleges setzen ihre Studien anschließend an einer regulären vierjährigen Hochschule fort, um dort den Bachelorgrad zu erwerben.

### Kanada
Kanada gehört zu den Staaten mit dem größten Anteil an Akademikern.
In Kanada unterliegen im Gegensatz zu den Vereinigten Staaten nahezu alle Colleges und Universitäten einem einheitlichen staatlichen Qualitätskontrollsystem und die meisten sind Mitglied in der Association of Universities and Colleges of Canada (AUCC), weshalb der Standard der kanadischen Universitäten verglichen mit dem der US-amerikanischen als einheitlicher gilt.
Das kanadische Gegenstück zum Community College ist das College oder Polytechnic College. Dort werden zwei- und dreijährige Diplomstudiengänge angeboten.

## Vereinigtes Königreich und Irland
Im Vereinigten Königreich und in Irland wird der Begriff College in vielen Bedeutungen benutzt und bezeichnet je nach Kontext unterschiedliche Einrichtungen des Bildungssystems:
- einige private weiterführende Schulen (Public Schools) wie etwa das Eton College,
- weiterführende Schulen, sogenannte Sixth Form Colleges, deren Schüler etwa 16 bis 18 Jahre alt sind und an diesen Schulen ein Advanced Level erwerben können,
- die einzelnen Abteilungen mancher Universitäten, wie etwa bei Cambridge, Durham, Oxford oder der University of London,
- weitere Einrichtungen außerhalb des traditionellen Bildungssystems; dazu gehören auch University Colleges, also eigenständige, von anderen Universitäten unabhängige Einrichtungen des höheren Bildungssystems, die zum Teil den Status einer Universität erlangt haben, wie z. B. das Imperial College London oder das University College Dublin,
- Schulen, die wirtschaftlich-ökonomisch orientiert sind, wie z. B. das ADT College London.

### Verhältnis von Universitäten und Colleges
Für einige Hochschulen bilden Colleges rechtlich und wirtschaftlich selbstständige Einheiten, sodass solche Universitäten auch als Föderation von Colleges bezeichnet werden könnten. Der Grad der Bindung zwischen College und zugehöriger Universität schwankt dabei.
Bei den Universitäten Cambridge, Durham und Oxford sind die Colleges für die sozialen und wirtschaftlichen Belange der Studenten zuständig und übernehmen mit der Bereitstellung von Mensen, Studentenwohnheimen, Gemeinschaftsräumen, Bibliotheken oder Sport viele Aufgaben, die in Deutschland z. B. von Studentenwerken ausgeführt werden. Außerdem übernehmen sie beispielsweise durch Tutorien auch Teile der fachlichen Betreuung. Die Universität selbst ist allerdings für die Prüfungen zuständig und bietet die Vorlesungen an. Der Lehrbetrieb wird durch die fachspezifischen Fakultäten und Institute der Universität organisiert, an denen Studenten und Lehrpersonal aus verschiedenen Colleges zusammenkommen. Die Aufnahme an der Universität ist immer mit der Aufnahme an einem der Colleges verbunden. Die Professoren der Universität sind Fellows an einem der Colleges. Ihren Professorentitel erhalten sie von der Universität, bezahlt werden sie i. d. R. vom College. Die Colleges haben oft traditionelle Schwerpunkte, nehmen aber i. d. R. Studenten in einer Vielzahl von Fächern auf – selbst aus solchen, aus denen ihnen keine Fellows angehören – so dass die Studentenschaft an einem College meist quer durch alle Disziplinen geht. Dass die Studenten in den Colleges in kleine soziale Einheiten eingebunden sind und durch die Tutors individuell betreut werden, gilt als wichtiges Element für den Studienerfolg. Neben der Unterbringung auf dem alten Gelände der Colleges werden auch andere Gebäude außerhalb des Collegegeländes zu Wohnzwecken genutzt. Die meisten Unterrichtsräume, Bibliotheken und Laboratorien sind in den Fakultätsgebäuden der Universität untergebracht, wenn auch die Colleges in gewissem Umfang eigene Bibliotheken und Lehrsäle haben. Dort finden beispielsweise Konferenzen statt. Neben den Studenten gehören fortgeschrittene Studenten, die bereits über einen Abschluss verfügen (Graduates), und Nachwuchswissenschaftler (Postgraduates) zum College. Außerdem gibt es Gastwissenschaftler, die vorübergehend als Fellows an einem College forschen und lehren. Bis in das 19. Jahrhundert durften Fellows nicht verheiratet sein und bildeten mit den Collegemitgliedern eine Lebensgemeinschaft. Die Fellows und Tutors nennt man traditionell auch Dons (von lat. Dominus, Herr), was den sprichwörtlichen Typus des Universitätsgelehrten bezeichnet. Zu den klassischen sozialen Institutionen der Colleges gehört das Essen in der Hall, bei dem die Mitglieder des Colleges nach Rang gestaffelt platziert werden, wobei die Fellows auf einem Podest um einige Stufen erhöht am High Table sitzen. Zu den Colleges gehören auch Vereine wie die boat clubs, in denen das Rudern als traditioneller Sport betrieben wird.
Bei der University of London geht die Eigenständigkeit der Colleges sogar so weit, dass sie fast als eigenständige Hochschule angesehen werden können. Auf der anderen Seite gibt es aber auch einige Colleges an Hochschulen, die zwar die oben beschriebenen Aufgaben übernehmen, dabei aber wesentlich weniger selbstständig sind, als für Oxford und Cambridge dargestellt.
Vor allem auch durch die wirtschaftliche Eigenständigkeit vieler Colleges – sie haben eigene Angestellte, aber auch Eigentum – sind diese teilweise in einer wirtschaftlich besseren Lage als die Universitäten, zu denen sie gehören.

## Australien
Auch in Australien ist „College“ eine umgangssprachliche Sammelbezeichnung für Einrichtungen des tertiären Bildungsbereichs. Colleges können kleinere selbstständige Einrichtungen sein oder auch Teil einer Universität. Nach einer Reform in den 1980er-Jahren wurden viele vormals unabhängige Colleges größeren Universitäten eingegliedert. Diese Colleges dienen weitgehend der universitären Ausbildung.
Die berufliche Aus- und Weiterbildung erfolgt an staatlich finanzierten TAFE (Technical and Further Education) Colleges oder im Bereich Vocational Education and Training (VET) auch an privaten beruflichen Colleges. Auch Fachspezifische Kurse werden von Private und Special Colleges angeboten. Viele Abschlüsse zählen nicht zu den akademischen Abschlüssen. Es gibt jedoch TAFE Colleges in Australien, die Studienabschlüsse im Undergraduate- und Postgraduate-Bereich anbieten. Einheitliche Regel erstellt das Australian Qualifications Framework (AQF).

## Deutschland
Dem Deutschen ist der Begriff College in der Form Kolleg nicht unbekannt. Der Begriff des Kollegs hat eine lange Tradition. Kollegien bezeichneten in der frühen Universitätsgeschichte in erster Linie eine Einrichtung, die dem gemeinsamen Wohnen von Akademikern und Studenten diente. Das Kolleg war insofern den residential colleges englischer Tradition nicht unähnlich.

### College als neuer Hochschultyp
Das College wird auch als neuer Hochschultyp in Deutschland diskutiert. Das deutsche Hochschulsystem befindet sich in einem Prozess zunehmender Differenzierung. Dieser Prozess schließt die Entwicklung neuer Hochschultypen ebenso ein wie eine Binnendifferenzierung innerhalb größerer Hochschulen. Bisher gibt es in Deutschland nur wenige Hochschultypen wie Colleges oder Professional Schools. In anderen Staaten – wie den Niederlanden – hat sich das College längst erfolgreich etabliert.
Wer in Deutschland eine Hochschule gründen will, hat laut Gesetz bislang lediglich die Wahl zwischen Universität und Fachhochschule. Trotz dieser strengen Gesetzeslage durchbrechen mehr und mehr Hochschulen in der Praxis diese formalen Vorgaben. Im Zuge der Bologna-Reformen bildeten sich auch an deutschen Hochschulen zunehmend Studienmodelle aus, die sich an der Struktur amerikanischer Colleges orientieren. Grund für diese Neuentwicklung sind gesellschaftliche Veränderungen, die eine stärkere Differenzierung und Individualisierung erfordern. Wachsende Studentenzahlen und ein Arbeitsmarkt, der zunehmend Flexibilität und Interdisziplinarität verlangt, sind nur zwei der Gründe für den Bedarf an neuen Studienprofilen.
Im November 2010 sprach sich der deutsche Wissenschaftsrat dafür aus, sich neuen Hochschultypen zu öffnen: so auch die Empfehlung des Rates an Bund und Länder. Nach Meinung des Wissenschaftsrates reichen Universitäten und Fachhochschulen allein nicht mehr aus, um die gewachsene Vielfalt der individuellen und gesellschaftlichen Erwartungen an akademische Einrichtungen erfüllen zu können. Neben Dualen Hochschulen, Fernuniversitäten und Professional Schools benannte das Gremium Colleges als alternative Formen.

### Deutsches College
Ein College kann sowohl als eigenständige Einrichtung organisiert sein oder aber jene Teileinheit einer Universität bilden, in welcher Bachelorprogramme angesiedelt sind. Ein Beispiel für eine eigenständige Einrichtung war das inzwischen eingestellte European College of Liberal Arts in Berlin; als Teileinheit einer Universität ist das College z. B. an der Leuphana Universität Lüneburg organisiert. Das College bietet Studenten, die mit einem Bachelor erstmals einen akademischen Abschluss erwerben, einen Rahmen und ein gemeinsames Dach, um ihre fachwissenschaftlichen, fächerübergreifenden und sozialen Fähigkeiten auszubilden. So sind das Lehr- und Lernangebot wie auch die Beratungs- und Serviceangebote im Studium gezielt auf die Studiensituation der Bachelorstudenten ausgerichtet. Neben einer intensiven fachlichen und individuellen Betreuung steht die Förderung der Studiengemeinschaft, des wissenschaftlichen Dialogs unter Studenten und zwischen Studenten und Dozenten wie auch der Persönlichkeitsbildung u. a. durch viele Möglichkeiten zum studentischen Engagement im Fokus. In der Regel steht ein breites Fächerspektrum zur Verfügung. Häufig wird dabei eine fachliche Spezialisierung mit zusätzlichen interdisziplinären oder fachübergreifenden Studienelementen angeboten, die den Blick über die jeweils gewählte Fachdisziplin hinaus ermöglichen. Häufig können die Studenten zwischen Major- und Minor-Fächern (Haupt- und Nebenfächern) bzw. mehreren miteinander kombinierbaren Studienrichtungen wählen. Der Bachelor an einem College wird in der Regel in sechs Semestern absolviert. Das College-Konzept muss in Deutschland vor dem Hintergrund der wenigen praktischen Erfahrungen und der laufenden Diskussionen im Wissenschaftsrat derzeit noch als experimentell bezeichnet werden.
Das bisher einzige College in Deutschland war das Bielefelder Oberstufenkolleg Bielefeld in seiner alten Form (bis 2005), das Abitur und Grundstudium in zwei Fächern in einer vierjährigen Ausbildung verband.

### Gegenstück zum Community College
Es gibt in Deutschland kein direktes Äquivalent zu den Community Colleges. Nach System und Aufbau sowie dem Anspruch nach berufsorientierender Bildung folgend und verbunden mit dem höheren allgemeinbildenden Charakter entsprechen Fachoberschulen am ehesten den Community Colleges. Dies zum einen, da der Inhalt des Wahlpflichtfaches einerseits den berufsbildenden Standard erfüllt, andererseits die allgemeinbildenden Fächer dem Anspruch der höheren Bildung genügen. So wird z. B. auf einer FOS (Fachoberschule) für Sozialwesen die Wahl zwischen Soziologie, Psychologie und Pädagogik freigestellt, hingegen in den allgemeinbildenden Fächern wie z. B. Mathematik weit über den Standard der Realschule hinaus gelehrt.

## Indien
Das System der Colleges entspricht in vielem dem des Vereinigten Königreichs, der ehemaligen Kolonialmacht. Nach offiziellen Angaben gibt es in Indien derzeit 864 Universitäten, 40.026 Colleges sowie weitere 11.669 Diploma Granting Institutions. Eine Besonderheit ist das System der affiliierten Colleges, an denen die Mehrheit der Studenten eingeschrieben ist. Manche Universitäten haben bis zu 1000 dieser Colleges, deren qualitativer Standard in vielen Fällen jedoch unter dem Standard der „Mutteruniversität“ liegt. Während Universitäten alle akademischen Abschlüsse (Bachelor, Master, MPhil, Ph.D.) vergeben, bieten affiliierte Colleges in der Regel nur Bachelor- und in wenigen Fällen Masterprogramme an.

## Oman
Das omanische Hochschulsystem ist relativ jung. Es gibt ein binäres Hochschulwesen, das im Wesentlichen aus Universitäten und Colleges sowie einigen höheren Instituten („Higher Institutes“) besteht. In Oman bezeichnet der Begriff „College“ zumeist eine Bildungseinrichtung des tertiären Schulsystems, an denen ein so genannter „Undergraduates“-Abschluss erreicht werden kann. Die Studenten erwerben hier ihre ersten berufsqualifizierenden Abschlüsse.
Das erste Studienjahr schließt in der Regel mit dem „Higher National Certificate (HNC)“ ab, das einen eigenständigen Abschluss darstellt. Mit einem weiteren Studienjahr kann ein „Higher National Diploma (HND)“ erworben werden. Nach Abschluss eines dritten Studienjahres wird der akademische Grad eines Bachelor erlangt.
Colleges finden sich sowohl in staatlicher als auch in privater Trägerschaft. Forschungsaktivitäten werden – da die meisten Institute erst seit ein paar Jahren bestehen – noch nicht durchgeführt; die Aufgabe beschränkt sich meist auf die reine Ausbildung.
Darüber hinaus gibt es eine Reihe von Bildungseinrichtungen, die zwar als College bezeichnet werden, aber eher dem sekundären Bildungssektor zugerechnet werden und sogenannten Berufsfachschulcharakter haben. Einige der Colleges entsprechen eher den
Berufsfachschulen und Fachoberschulen als einer Hochschule bzw. Fachhochschule. Ein Berufsausbildungssystem, das mit dem Bundesdeutschen vergleichbar ist, fokussiert auf technische Berufe, und soll nun mit Hilfe der Deutschen Gesellschaft für Technische Zusammenarbeit (GTZ) aufgebaut werden.
An der einzigen staatlichen Universität des Staates, der Sultan-Qabus-Universität, werden die Fachbereiche, an denen die „Undergraduates“ studieren, als „Colleges“ bezeichnet. Die Einrichtungen, an denen man darauf aufbauend einen Master-Titel erwerben kann, heißen dort „Schools“.